# Josh Gross
Joshua Gross, detto Josh (Washington, 25 novembre 1983), è un ex cestista statunitense, professionista nella NBDL, in Europa e in Asia.